# موریس ساعتچی
موریس ناتان ساعتچی (انگلیسی:Maurice Nathan Saatchi)، بارون ساعتچی، (متولد ۱۹۴۶ میلادی) یک سیاستمدار انگلیسی با پیشینه یهودی-بغدادی است که به همراه برادر خود شرکت ساعتچی و ساعتچی را تأسیس نمود.

## پیشینه
موریس فرزند ناتان ساعتچی و دیزی عزر بود که از یهودیان ثروتمند بغداد بودند. پدر او، ناتان، تاجر پارچه بود. خانواده او بعد از تشکیل کشور اسراییل مجبور به مهاجرت از عراق به انگلستان شدند. در انگلستان ناتان کارخانه تولید پارچه ایجاد نمود. موریس به مدرسه اقتصاد لندن رفت و با مدرک اقتصاد فارغ‌التحصیل شد. در سال ۱۹۷۰ شرکت تبلیغاتی ساعتچی و ساعتچی را به همراه برادر خود چارلز تأسیس نمود. در سال ۱۹۸۶ میلادی این شرکت بزرگترین شرکت تبلیغاتی تمام دنیا بود. موریس در سال ۱۹۹۶ وارد عرصه سیاست شد و نام بارون ساعتچی را گرفت. او وارد مجلس لردها به عنوان یک محافظه‌کار شد. او تغییراتی در سیستم مالیاتی انگلستان انجام داد.

## فعالیتهای مذهبی
او و برادرش، کنیسه ساعتچی، شول را در لندن ایجاد کردند.